# Aguacadiba
Aguacadiba, selo ili pleme američkih Indijanaca koje se u vrijeme otkrića Amerike nalazilo na otoku Jamajka. Stanovnici su opisani kao dobrodušni i spremni na trgovinu, nudeći ribe i kruh od kasave.
Njihov jezik vjerojatno je bio taino.